# Olympische Sommerspiele 1992/Teilnehmer (Fidschi)
| Gelbes Symbol für Goldmedaillen mit stilisierten Olympischen Ringen | Graues Symbol für Silbermedaillen mit stilisierten Olympischen Ringen | Braundes Symbol für Bronzemedaillen mit stilisierten Olympischen Ringen |
| ------------------------------------------------------------------- | --------------------------------------------------------------------- | ----------------------------------------------------------------------- |
| —                                                                   | —                                                                     | —                                                                       |

Fidschi nahm an den Olympischen Sommerspielen 1992 in Barcelona, Spanien, mit einer Delegation von 18 Sportlern (14 Männer und vier Frauen) teil.

## Teilnehmer nach Sportarten

### Judo
- Nacanieli Takayawa-Qerawaqa
Halbmittelgewicht: 34. Platz

- Aporosa Boginisoko
Mittelgewicht: 21. Platz

- Laisa Laveti Tuifagalele
Frauen, Mittelgewicht: 16. Platz

- Asenaca Lesivakaruakitotoiya
Frauen, Halbschwergewicht: 16. Platz

### Leichtathletik
- Gabriele Qoro
100 Meter: Vorrunde
Weitsprung: 41. Platz in der Qualifikation

- Apisai Driu Baibai
200 Meter: Vorrunde
400 Meter: Vorrunde

- Binesh Prasad
10.000 Meter: Vorrunde
Marathon: Rennen nicht beendet

- Albert Miller
110 Meter Hürden: Vorrunde
Zehnkampf: 24. Platz

- Autiko Daunakamakama
400 Meter Hürden: Vorrunde

- Davendra Prakash Singh
3000 Meter Hindernis: Vorrunde

- Vaciseva Tavaga
Frauen, 100 Meter: Vorrunde
Frauen, 200 Meter: Vorrunde

### Schwimmen
- Carl Probert
50 Meter Freistil: 65. Platz
100 Meter Freistil: 71. Platz
200 Meter Freistil: 50. Platz
100 Meter Rücken: 50. Platz
200 Meter Rücken: 42. Platz
100 Meter Schmetterling: 68. Platz
200 Meter Lagen: 48. Platz

- Foy Gordon Chung
50 Meter Freistil: 70. Platz
100 Meter Freistil: 73. Platz
100 Meter Brust: 54. Platz
200 Meter Brust: 50. Platz

- Sharon Pickering
Frauen, 50 Meter Freistil: 47. Platz
Frauen, 100 Meter Freistil: 45. Platz
Frauen, 200 Meter Freistil: 34. Platz
Frauen, 100 Meter Schmetterling: 45. Platz
Frauen, 200 Meter Lagen: 40. Platz

### Segeln
- Anthony Philp
Windsurfen: 10. Platz

- Colin Dunlop
Soling: 23. Platz

- Colin Philp, Sr.
Soling: 23. Platz

- David Philp
Soling: 23. Platz